# Skjeljeholmen
Skjeljeholmen est une île norvégienne dans le comté de Hordaland. Elle fait partie du territoire de l'ancienne commune de Meland, aujourd'hui rattachée à Alver.

## Géographie
Rocheuse et couverte d'une légère végétation, elle s'étend sur environ 235 m de longueur pour une largeur approximative de 123 m. 